# The Moondogs
I Moondogs (lett. "Cani lunari") sono stati un tag team e una stable di wrestling. I diversi membri della stable succedutisi negli anni, hanno militato nella World Wrestling Federation, dove nel 1981 conquistarono il WWF Tag Team Championship, nella Continental Wrestling Association e nella United States Wrestling Association. Noti per l'aspetto da selvaggi irsuti con barbe e capelli incolti, la particolare tenuta da combattimento (torso nudo e blue jeans strappati), e la particolare violenza dispiegata sugli avversari, i Moondogs raggiunsero la fama nelle federazioni CWA e USWA, grazie ai loro selvaggi, sanguinosi e violenti match che spesso degeneravano nell'Hardcore wrestling.

## Storia

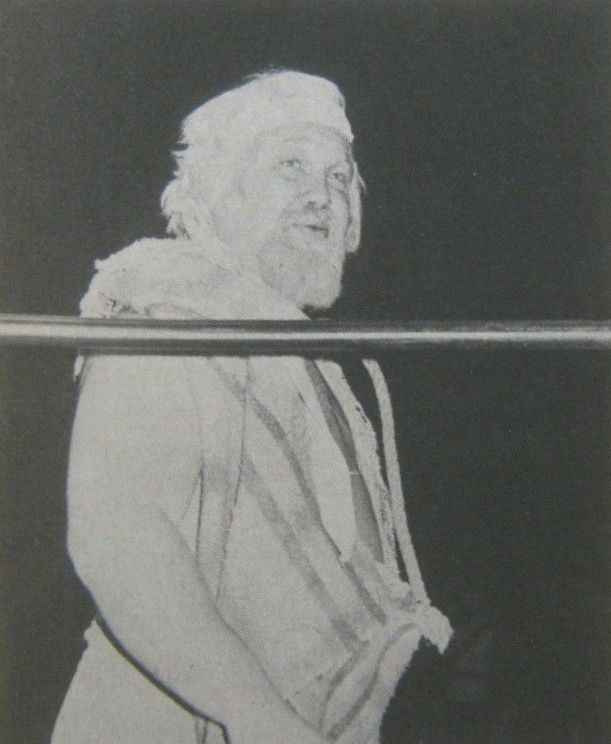
Moondog Mayne

La gimmick del Moondog trae le sue origini nelle zone rurali del sud degli Stati Uniti. In gergo un "moondog" è un montanaro rozzo, rissoso, e che si lava molto poco, una sorta di violento selvaggio che si comporta, appunto, come un cane randagio.
Il primo wrestler ad impersonare "ufficialmente" un Moondog, fu Lonnie Mayne che adottò il ring name di Moondog Mayne.
Accreditato come nativo di Crabtree, nell'Oregon (mentre in realtà proveniva dalla California), Mayne impersonava il classico personaggio "heel" fuori di testa, selvaggio ed incontrollabile, che talvolta ululava alla Luna. Spesso mangiava vetri durante le interviste in TV, gettava lattine di birra in faccia agli avversari, e non si sapeva mai bene cosa aspettarsi da lui. Dopo vari scontri titolati con Pedro Morales all'inizio degli anni settanta in WWWF, Mayne morì improvvisamente nel 1978, a 33 anni, a causa di un incidente automobilistico. La sua eredità venne raccolta da una coppia di wrestler diretta dal manager Capt. Lou Albano. Il team, chiamato semplicemente "Moondogs", costituito da Moondog Rex e Moondog King.

### World Wrestling Federation

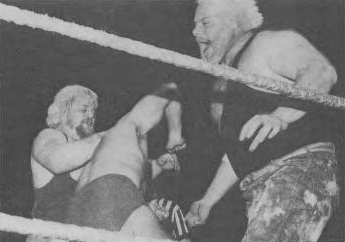
Moondog King e Moondog Rex vs Rick Martel

Moondog Rex & Moondog King debuttarono nella World Wrestling Federation nel 1981, e poco tempo dopo sconfissero Rick Martel e Tony Garea vincendo le cinture WWF Tag Team Championship. Dopo la vittoria dei titoli, Moondog King venne rimpiazzato da Moondog Spot poiché a King, canadese, era stato negato il visto d'entrata negli Stati Uniti. Le gimmick interpretate da Rex & Spot in WWF erano quelle dei lottatori heel brutali e selvaggi, che arrivavano sul ring portandosi delle grosse ossa di animali da sgranocchiare (o da usare come armi alla bisogna), perennemente vestiti con dei jeans sdruciti e strappati. Nel loro periodo in WWF, i Moondogs si scontrarono con Tony Garea, Rick Martel, Bob Backlund, Ivan Putski, Pat Patterson, e con i Wild Samoans.
Nel 1984, durante una puntata di Maple Leaf Wrestling, Moondog Rex si guadagnò anche la possibilità di sfidare Hulk Hogan per il titolo mondiale WWF. Durante un match di coppia che vedeva contrapposti i Moondogs a Hogan e Paul Orndorff, Orndorff tradì Hulk lasciandolo in balia degli avversari, dando così il via al loro celebre feud di metà anni ottanta. Rex & Spot continuarono a combattere in coppia fino al 1990.

### United States Wrestling Association
I successi maggiori, i Moondogs li ottennero principalmente nella United States Wrestling Association (USWA), dove i vari membri vinsero svariate volte le cinture USWA tag team durante la fine degli anni ottanta e i primi anni novanta, e dove Moondog Spot, Moondog Spike & Moondog Cujo ebbero lunghi e storici feud con Jeff Jarrett, Jerry Lawler e i Bruise Brothers.

### Circuito indipendente
Nella seconda parte del 2003, i Moondogs (Spot & Puppy Love) iniziarono a lavorare nella Memphis Wrestling, con April Pennington come manager. Il 29 novembre 2003, Moondog Spot morì sul ring durante un Four Way Tag Team match a Memphis.
Moondog Cujo è apparso il 29 aprile 2007 nello show Clash of the Legends a Memphis, dove sconfisse The Barbarian.

## Membri

### Membri principali
- Moondog King (Ed White)
- Moondog Rex/Hawkins (Randy Colley)
- Moondog Spot (Larry Booker)
- Moondog Spike (Bill Smithson)
- Moondog Cujo/Splat (Lanny Kean)

### Altri
- Moondog Mayne (Lonnie Mayne)
- Black Moondog (alias The Big Black Dog)[6]
- Moondog Fido
- Moondog Fifi (Dianne Von Hoffman)
- Moondog Rover (Paul J. Mcknight)
- Moondog Mange  (Jimmy Stone)
- Moondog Ed Moretti
- Moondog Puppy Love (Mike Flowers)
- Moondog Spot/Spike 1987-1988 (Tony Nardo)
- Moondog Nathan (Nathan Brian Randolph)
- Moondog Splash (Eddie Harrell)

## Nel wrestling

### Mossa finale
- Backbreaker hold / Diving elbow drop combination – WWF

### Manager
- Captain Lou Albano[1]
- Downtown Bruno[2]
- April Pennington[3]
- Jimmy Hart[3]

## Titoli e riconoscimenti
- Continental Wrestling Association
  - AWA Southern Tag Team Championship (1) – Rex & Spot[7]
- International Championship Wrestling (New England)
  - IWCCW Tag Team Championship (1) – Spike & Spot[8]
- Pro Wrestling Illustrated
  - PWI Feud of the Year (1992) vs. Jerry Lawler e Jeff Jarrett
- United States Wrestling Association
  - USWA World Tag Team Championship (14) – Splat & Spot (4), Spike & Spot (3), Rex & Spot (3), Cujo & Spike (2), Cujo & Spot (1) e Rover & Spot (1)[9]
- World Wrestling Council
  - WWC Caribbean Tag Team Championship (1) – Rex & Spot[10]
  - WWC North American Tag Team Championship (2) – Rex & Spot[11]
  - WWC World Tag Team Championship (1) – Rex & Spot[12]
- World Wrestling Federation
  - WWF Tag Team Championship (1) – Rex, King & Spot (che sostituì King durante il regno da campioni)[13]
- Wrestling Observer Newsletter
  - Feud of the Year (1992) vs. Jerry Lawler e Jeff Jarrett